# 越匈工業大學
越匈工業大學（越南语：／?）是位于越南红河三角洲河内市山西市社的一所全日制公办本科大學。

## 历史沿革
越匈工業大学的前身为越南与匈牙利合办的越匈工业高等专科学校，2010年，越南政府总理阮晋勇同意学校升格为本科层次的越匈工業大學，并明定学校由越南工贸部主管。